# Terry Forrestal
Terence „Terry“ Julian Forrestal (* 13. Mai 1948 in Chesterfield, Derbyshire, England; † 10. Juni 2000 in Lysefjord, Norwegen) war ein britischer Stuntman und Schauspieler.

## Leben
Forrestal wurde in Chesterfield geboren und besuchte die Finchley Catholic Grammar School in Nord-London. Nach dem frühen Tod seiner Mutter entschied er sich gegen ein geplantes Studium und trat stattdessen eine längere Weltreise an, die ihn unter anderem nach Indien führte. Nach seiner Rückkehr begann er ein Studium der Medizin, dass er jedoch bald wieder abbrach. Stattdessen ging er 1975 zur Territorial Army und später zur Spezialeinheit Special Air Service (SAS). Unter anderem war er im Nordirlandkonflikt eingesetzt.
Nach dem Ende seiner Dienstzeit wandte er sich dem Filmgeschäft zu und arbeitete vor allem als Stuntman und Stunt Coordinator. Seit Mitte der 1980er Jahre zählte Forrestal zu den führenden Stuntmen in Europa. Neben seiner Tätigkeit als Stuntman arbeitete Forrestal sporadisch auch als Schauspieler. Eine seiner bekanntesten Rollen übernahm er 1997 in James Camerons Film Titanic als Chief Engineer Joseph Bell.
Im Juni 2000 verstarb Forrestal in Norwegen an den Folgen eines Base-Jumping-Unfalls am Kjerag-Felsplateau. Nachdem er bereits mehrere Sprünge erfolgreich absolviert hatte, schlug der letzte Sprung fehl und Forrestal landete auf einem Felsvorsprung. Dem begleitenden Helikopter signalisierte er, dass beide Beine schwer verletzt waren. Die Bergwacht suchte ihn, hatte ihn aber 10 Stunden später noch nicht finden können. Vermutlich angesichts der nahenden Nacht und im Unklaren über die Rettungsversuche sprang Forrestal vom Felsvorsprung. Die Höhe war jedoch zu gering, so dass sich sein Fallschirm nicht mehr öffnen konnte und er an den Folgen des Sprungs verstarb.

## Filmografie (Auswahl)
Stuntman
- 1979: Moonraker – Streng geheim (Moonraker)
- 1980: Rififi am Karfreitag (The Long Good Friday)
- 1981: American Werewolf (An American Werewolf In London)
- 1982: Das Kommando (Who Dares Wins)
- 1983: James Bond 007 – Octopussy (Octopussy)
- 1983: Krull
- 1983: Sag niemals nie (Never Say Never Again)
- 1984: Greystoke – Die Legende von Tarzan, Herr der Affen (Greystoke: The Legend of Tarzan, Lord of the Apes)
- 1984: Indiana Jones und der Tempel des Todes (Indiana Jones and the Temple of Doom)
- 1984: Sheena – Königin des Dschungels (Sheena)
- 1984: The Killing Fields – Schreiendes Land (The Killing Fields)
- 1984: Die dreibeinigen Herrscher (The Tripods, Fernsehserie, fünf Folgen)
- 1985: Brazil
- 1985: James Bond 007 – Im Angesicht des Todes (A View to a Kil)
- 1985: Operation Tanger
- 1985: Lifeforce – Die tödliche Bedrohung (Lifeforce)
- 1985: Insignificance – Die verflixte Nacht (Insignificance)
- 1985: Death Wish III – Der Rächer von New York (Death Wish 3)
- 1985: Spione wie wir (Spies Like Us)
- 1986: Mona Lisa
- 1987: Pathfinder (Ofelas)
- 1987: Bellman and True – Gangster wider Willen (Bellman and True)
- 1988: Willow
- 1988: Space Riders
- 1988: Genie und Schnauze (Without a Clue)
- 1989: Batman
- 1990: Arrivederci Millwall
- 1991: Dezemberbraut (December Bride)
- 1991: Robin Hood – König der Diebe (Robin Hood: Prince of Thieves)
- 1992: The Runner
- 1992: Double X: The Name of the Game
- 1992: Tale of a Vampire
- 1993: Young Americans
- 1994: A Man You Don't Meet Every Day
- 1994: Shopping
- 1995: Braveheart
- 1995: Operation Cobra
- 1995: James Bond 007 – GoldenEye (GoldenEye)
- 1996: Nessie – Das Geheimnis von Loch Ness (Loch Ness)
- 1996: Trainspotting – Neue Helden (Trainspotting)
- 1997: Das fünfte Element (Le Cinquième Élément)
- 1997: Ganz oder gar nicht (The Full Monty)
- 1997: This Is the Sea
- 1997: Liebe, Kunst und Zimmerpflanze (Keep the Aspidistra Flying)
- 1997: Amy Foster – Im Meer der Gefühle (Swept from the Sea)
- 1997: Downtime
- 1997: Titanic
- 1997: Agent Null Null Nix (The Man Who Knew Too Little)
- 1997: Ein Fall für die Borger (The Borrowers)
- 1998: Martha trifft Frank, Daniel & Laurence (Martha, Meet Frank, Daniel and Laurence; The Very Thought of You)
- 1998: Anwältinnen küsst man nicht (What Rats Won't Do)
- 1998: Urban Ghost Story
- 1999: Everybody Loves Sunshine
- 1999: Heart – Jeder kann sein Herz verlieren (Heart)
- 1999: In China essen sie Hunde (I Kina spiser de hunde)
- 1999: Onegin – Eine Liebe in St. Petersburg (Onegin)
- 1999: James Bond 007 – Die Welt ist nicht genug (The World Is Not Enough)
- 2000: Room to Rent
- 2001: Goodbye Charlie Bright
- 2001: Very Annie Mary

Schauspieler
- 1979: Moonraker – Streng geheim (Moonraker)
- 1980: Flash Gordon
- 1981: K-9 and Company: A Girl's Best Friend (Fernsehserie, eine Folge)
- 1982: Der Hund von Baskerville (The Hound of the Baskervilles, Fernsehserie, eine Folge)
- 1984: Die dreibeinigen Herrscher (The Tripods, Fernsehserie, drei Folgen)
- 1985: Brazil
- 1992: Double X: The Name of the Game
- 1996: La lengua asesina
- 1997: Titanic